# Ikken hissatsu
Ikken hissatsu (jap. 一拳必殺, dt. mit einem Schlag töten) ist das Ideal des alten okinawaischen Karate (auch Tōde genannt). Ziel war es, durch jahrelanges hartes Training Körper und Geist so zu entwickeln, dass es dem Kämpfer möglich wurde, im entscheidenden Augenblick einen finalen Treffer zu lenken, um somit den Kampf  zu bestehen.
Historisch ist die Existenz des Prinzips jedoch nicht für die Zeit vor der Einführung des Karate in Japan belegt. Neben der oben genannten Theorie gehen heute immer mehr Historiker davon aus, dass Ikken hissatsu nicht okinawanischen Ursprungs ist, sondern japanischen. Als Karate Anfang des 20. Jahrhunderts in ganz Japan verbreitet wurde, erfuhr es u. a. Einflüsse des Kendo. Im Schwertkampf ist das Ideal, seinen Gegner mit nur einer Bewegung zu töten, äußerst realistisch. Man geht davon aus, dass Ikken hissatsu ein Teilaspekt einer weiterreichenden Japanisierung der okinawanischen Kampfkunst ist und mit dem ursprünglichen Karate nichts gemein hatte.